# أوسكار براندون
أوسكار براندون هو لاعب كرة الريشة سورينامي، ولد في 8 أغسطس 1971 في باراماريبو في سورينام.

## وصلات خارجية
- أوسكار براندون على موقع BWF.tournamentsoftware.com (الإنجليزية)
- أوسكار براندون على موقع BWFbadminton.com (الإنجليزية)
- أوسكار براندون على موقع اللجنة الأولمبية الدولية (الإنجليزية)
- أوسكار براندون على موقع أوليمبيديا (الإنجليزية)